# Grochów Włościański
Grochów Włościański – wieś w Polsce, położona w województwie mazowieckim, w powiecie sokołowskim, w gminie Sokołów Podlaski. Ma status sołectwa.
W skład sołectwa Grochów wchodzą wsie Grochów Szlachecki i Grochów Włościański.
| SIMC    | Nazwa           | Rodzaj    |
| ------- | --------------- | --------- |
| 0688829 | Kolonia Grochów | część wsi |
| 0688835 | Mała Strona     | część wsi |

W latach 1954–1959 wieś należała i była siedzibą władz gromady Grochów Włościański, po jej zniesieniu w gromadzie Czerwonka. W latach 1975–1998 miejscowość administracyjnie należała do województwa siedleckiego.
Wierni kościoła rzymskokatolickiego należą do parafii św. Jana Chrzciciela w Czerwonce Grochowskiej